# Luis Navarrete (futbolista)
Luis Navarrete Arias  (Lima, 22 de enero de 1928-Nueva Jersey, 31 de mayo de 2008) fue un futbolista peruano. Jugaba en la posición de puntero derecho, vistiendo en su carrera las camisetas de los dos clubes más populares de Perú: Universitario de Deportes y Sporting Cristal. También destacó como Director Técnico dedicado a la formación futbolística en las divisiones menores.
Es considerado uno de los mejores extremos peruanos en la década de los cuarenta y cincuenta. 
Navarrete fue el autor del gol con que Perú obtuvo su primera victoria frente a Brasil (1-0), en 1953 por el Campeonato Sudamericano en el Estadio Nacional de Lima.

## Trayectoria
En sus comienzos en la ciudad de Abancay, destacó como mediocampista ofensivo, sus inicios futbolístico fue con la pelota de trapo, como en todos los barrios de Lima antigua, vistió los colores del Deportivo Relámpago, equipo de su ciudad, desde donde en 1943 fue enrolado para el Universitario de Deportes. Debutó en el primer equipo estudiantil en 1945, y formó parte del equipo campeón de 1946.
En 1948 fue contratado por Deportivo Municipal equipo que defendió hasta 1955, formando una dupla ofensiva de apreciable rendimiento con Roberto “Tito” Drago. 
Formó parte del equipo edil que disputó la Copa de Campeones en Santiago de Chile, frente a los más cotizados equipos sudamericanos: Vasco da Gama (Brasil), River Plate (Argentina), Nacional (Uruguay), Colo Colo (Chile), Emelec (Ecuador), Litoral (Bolivia) y el Deportivo Municipal (Perú), quedando en el cuarto puesto, campeonato precursor de la Copa Libertadores.
A fines de 1949 sufre una lesión de consideración, que no solo lo aleja del campeonato nacional, sino que su ausencia dura dos años más (1950-1951), retornando con gol al año siguiente en el primer partido del torneo.
En 1953 con ocasión de celebrarse el Campeonato Sudamericano de Lima, fue seleccionado nacional, Lucho formó en la banda derecha del Perú, demás esta señalar, que fue el autor del gol del triunfo por primera vez en la historia sobre Brasil, de un furibundo disparo con pie izquierdo venciendo al golero Castillo, los aficionados presentes en el Nacional, lo gritaron a rabiar, los diarios y revistas hablaron mucho de ese triunfo. Es más, en la previa del duelo, el diario El Comercio llegó a catalogarlo con una frase sugerente: “Todos, excepto Navarrete, actúan con inteligencia y decisión”. Sin embargo, el atacante, por entonces jugador de Deportivo Municipal, tuvo su noche de gloria y silenció a todos sus detractores.
Sporting Cristal lo contrata en 1956 disolviendo así la dupla ofensiva que él formaba con Roberto “Tito” Drago, que en el tiempo se convertirá en inolvidable. Al finalizar el año logra que su equipo sume su primer título en el fútbol peruano. En la Máquina celeste jugó hasta su retiro el año 1958.
Navarrete jugaba con los dos pies, ambidiestro, tenía una forma diferente de llevar la pelota, una pegada que lo diferencia del resto, bien pegado a la línea de cal y por lo cual era imposible robarle el balón.
En 1960 se titula de entrenador, en el primer curso que dictó don Juan Valdivieso. Como DT se desempeñó principalmente en el trabajo en las divisiones inferiores de diversos clubes, entre ellos Sporting Cristal, Deportivo Municipal.  También incursionó dirigiendo primeros equipos, entre ellos Juventud Gloria en 1965 y Ciclista Lima en 1971.

## Estadísticas

### Clubes
| Universitario de Deportes · Perú |               |               |     |    |   |   |   |     |     |    |      |      |
| 1ª | 1946          | 7             | 1   | -  | - | - | - | 7   | 1   | -  | 0,14 |      |
| 1ª | 1951          | 8             | 2   | -  | - | - | - | 8   | 2   | -  | 0,25 |      |
| Total club | Total club    | 15            | 3   | -  | - | - | - | 15  | 3   | -  | 0,2  |      |
| Deportivo Municipal · Perú |               |               |     |    |   |   |   |     |     |    |      |      |
| 1ª | 1948          | 20            | 6   | -  | 2 | 0 | - | 22  | 6   | -  | 0,3  |      |
| 1ª | 1949          | 21            | 8   | -  | - | - | - | 21  | 8   | -  | 0,38 |      |
| 1ª | 1950          | 3             | 0   | -  | - | - | - | 3   | 0   | -  | 0    |      |
| 1ª | 1952          | 14            | 5   | -  | - | - | - | 14  | 5   | -  | 0,36 |      |
| 1ª | 1953          | 15            | 2   | -  | - | - | - | 15  | 2   | -  | 0,13 |      |
| 1ª | 1954          | 18            | 7   | -  | - | - | - | 18  | 7   | -  | 0,38 |      |
| 1ª | 1955          | 9             | 4   | -  | - | - | - | 9   | 4   | -  | 0,44 |      |
| Total club | Total club    | 100           | 32  | -  | 2 | 0 | - | 102 | 32  | -  | 0,31 |      |
| Independiente Medellín · Colombia |               |               |     |    |   |   |   |     |     |    |      |      |
| 1ª | 1950          | 13            | 3   | -  | - | - |   | 13  | 3   | -  | 0,23 |      |
| Total club | Total club    | 13            | 3   | -  | - | - | - | 13  | 3   | -  | 0,23 |      |
| Sporting Cristal · Perú |               |               |     |    |   |   |   |     |     |    |      |      |
| 1ª | 1956          | 17            | 5   | -  | - | - |   | 17  | 5   | -  | 0,29 |      |
| 1ª | 1957          | 14            | 4   | -  | - | - | - | 14  | 4   | -  | 0,28 |      |
| 1ª | 1958          | 8             | 2   | -  | - | - | - | 8   | 2   | -  | 0,25 |      |
| Total club | Total club    | 39            | 11  | -  | - | - | - | 39  | 11  | -  | 0,28 |      |
| Centro Iqueño · Perú |               |               |     |    |   |   |   |     |     |    |      |      |
| 1ª | 1959          | 0             | 0   | -  | - | - | - | 0   | 0   | -  | 0    |      |
| Total club | Total club    | 0             | 0   | -  | - | - | - | 0   | 0   | -  | 0    |      |
| Total carrera | Total carrera | Total carrera | 174 | 47 | - | 2 | 0 | -   | 176 | 47 | -    | 0,26 |
| (1) Incluye datos del Campeonato de Apertura del Perú (1942 y 1945-1948) y del Campeonato Sudamericano de Campeones (1948). (2) No incluye goles en partidos amistosos. |               |               |     |    |   |   |   |     |     |    |      |      |

## Palmarés

### Torneos nacionales
| Título           | Club                | País | Año  |
| ---------------- | ------------------- | ---- | ---- |
| Primera División | Universitario       | Perú | 1946 |
| Primera División | Deportivo Municipal | Perú | 1950 |
| Primera División | Sporting Cristal    | Perú | 1956 |